# Lindera subcoriacea
Lindera subcoriacea är en lagerväxtart som beskrevs av B.E. Wofford. Lindera subcoriacea ingår i släktet Lindera och familjen lagerväxter. Inga underarter finns listade i Catalogue of Life.